# Plicofollis argyropleuron
Plicofollis argyropleuron es una especie de pez de la familia Ariidae en el orden de los Siluriformes.

## Morfología
- Los machos pueden llegar alcanzar los 50 cm de longitud total.[1][2]

## Distribución geográfica
Se encuentra en la costa oriental de la India, Tailandia, Indonesia, Malasia, el sur de Nueva Guinea y el norte de Australia  desde Dampier (Australia Occidental) hasta Moreton Bay (Brisbane, Queensland).